# Liste der Länderspiele der libyschen Fußballnationalmannschaft der Frauen
Die nachfolgende Liste enthält alle Länderspiele der libyschen Fußballnationalmannschaft der Frauen. Obwohl der Fußballverband von Libyen, die Libyan Football Federation (LFF), bereits 1962 gegründet wurde, wurde das erste Länderspiel erst 2016 ausgetragen, da bis zum Ende der fast 42-jährigen Herrschaft von Oberst Gaddafi Frauenfußball verboten war. Bisher wurden zwei Länderspiele ausgetragen.

## Länderspielübersicht
Legende
- Erg. = Ergebnis
- n. V. = nach Verlängerung
- i. E. = im Elfmeterschießen
- abg. = Spielabbruch
- H = Heimspiel
- A = Auswärtsspiel
- * = Spiel auf neutralem Platz
- Hintergrundfarbe grün = Sieg
- Hintergrundfarbe gelb = Unentschieden
- Hintergrundfarbe rot = Niederlage

| Nr.                   | Datum      | Erg. | Gegner    |   | Austragungsort                         | Anlass                                  | Bemerkung                                                                                             |
| --------------------- | ---------- | ---- | --------- | - | -------------------------------------- | --------------------------------------- | --- |
| 1                     | 06.03.2016 | 0:8  | Ägypten   | * | Sousse (TUN), Stade olympique          | Afrikameisterschaft 2016- Qualifikation | Erstes Spiel auf neutralem Platz Erste Niederlage Höchste Niederlage Erstes Länderspiel gegen Ägypten |
| 2                     | 20.03.2016 | 0:4  | Ägypten   | A | Kairo (EGY), 30 June Stadium           | Afrikameisterschaft 2016- Qualifikation | Erstes Auswärtsspiel                                                                                  |
| 3                     | 04.04.2018 | 0:8  | Äthiopien | * | Kairo (EGY), Petrosport Stadium        | Afrikameisterschaft 2018- Qualifikation | Erstes Spiel gegen Äthiopien                                                                          |
| 3                     | 10.04.2018 | 0:7  | Äthiopien | A | Addis Abeba (ETH), Addis-Abeba-Stadion | Afrikameisterschaft 2018-Qualifikation  | |
| Stand: 10. April 2018 |            |      |           |   |                                        |                                         | |

## Statistik
In der Statistik werden nur die offiziellen Länderspiele berücksichtigt.
Legende
- Sp. = Spiele
- Sg. = Siege
- Uts. = Unentschieden
- Ndl. = Niederlagen
- Hintergrundfarbe grün = positive Bilanz
- Hintergrundfarbe gelb = ausgeglichene Bilanz
- Hintergrundfarbe rot = negative Bilanz

### Gegner
| Land      | Kontinentalverband | Sp. | Sg. | Uts. | Ndl. | Torverhältnis |
| --------- | ------------------ | --- | --- | ---- | ---- | ------------- |
| Ägypten   | CAF                | 2   | 0   | 0    | 2    | 00:12         |
| Äthiopien | CAF                | 2   | 0   | 0    | 2    | 00:15         |
| Gesamt    | Gesamt             | 4   | 0   | 0    | 4    | 00:27         |

### Kontinentalverbände
| Kontinentalverband                 | Sp. | Sg. | Uts. | Ndl. | Torverhältnis |
| ---------------------------------- | --- | --- | ---- | ---- | ------------- |
| AFC (Asien)                        | 0   | 0   | 0    | 0    | 0:0           |
| CAF (Afrika)                       | 4   | 0   | 0    | 4    | 00:27         |
| CONCACAF (Nord- und Mittelamerika) | 0   | 0   | 0    | 0    | 0:0           |
| CONMEBOL (Südamerika)              | 0   | 0   | 0    | 0    | 0:0           |
| OFC (Ozeanien)                     | 0   | 0   | 0    | 0    | 0:0           |
| UEFA (Europa)                      | 0   | 0   | 0    | 0    | 0:0           |
| Gesamt                             | 4   | 0   | 0    | 4    | 00:27         |

### Anlässe
| Anlass                                   | Sp. | Sg. | Uts. | Ndl. | Torverhältnis |
| ---------------------------------------- | --- | --- | ---- | ---- | ------------- |
| Afrikameisterschaft-Qualifikationsspiele | 4   | 0   | 0    | 4    | 00:27         |
| Freundschaftsspiele                      | 0   | 0   | 0    | 0    | 0:0           |
| Gesamt                                   | 4   | 0   | 0    | 4    | 00:27         |

### Spielarten
| Spielart                       | Sp. | Sg. | Uts. | Ndl. | Torverhältnis |
| ------------------------------ | --- | --- | ---- | ---- | ------------- |
| Heimspiele (H)                 | 0   | 0   | 0    | 0    | 0:0           |
| Spiele auf neutralem Platz (*) | 2   | 0   | 0    | 2    | 0:16          |
| Auswärtsspiele (A)             | 2   | 0   | 0    | 2    | 0:11          |
| Gesamt                         | 4   | 0   | 0    | 4    | 00:27         |

### Austragungsorte
| Austragungsort | Land      | Sp. | Sg. | Uts. | Ndl. | Torverhältnis |
| -------------- | --------- | --- | --- | ---- | ---- | ------------- |
| Addis Abeba    | Äthiopien | 1   | 0   | 0    | 1    | 0:7           |
| Kairo          | Ägypten   | 2   | 0   | 0    | 2    | 0:12          |
| Sousse         | Tunesien  | 1   | 0   | 0    | 1    | 0:8           |
| Gesamt         | Gesamt    | 4   | 0   | 0    | 4    | 00:27         |

### Spielergebnisse
|      | Gegentore | Gegentore | Gegentore | Gegentore | Gegentore | Gegentore | Gegentore | Gegentore | Gegentore |
| Tore | 0         | 1         | 2         | 3         | 4         | 5         | 6         | 7         | 8         |
| ---- | --------- | --------- | --------- | --------- | --------- | --------- | --------- | --------- | --------- |
| 0    | -         | -         | -         | -         | 1         | -         | -         | 1         | 2         |